# 基督教大场堂
基督教大场堂又稱大场堂，是位於中國上海市寶山區大場鎮少年村路1号的一個基督教教堂，建筑面积1797.9平方米（一說2150平方米）。

## 歷史
1949年（一說1947年），美国浸礼会的章长景购地建造浸信会大场聚会点，原址位於大场镇西街368号。1979年，教堂恢复宗教活动时，更名基督教大场聚会点。1994年，更名宝山区基督教大场堂。2004年教堂購置大场影剧院建築並將原建築改建为教堂，同時搬遷至此。